# Lilla Görsjön
Lilla Görsjön är en sjö i Mora kommun i Dalarna och ingår i Dalälvens huvudavrinningsområde. Sjön har en area på 0,543 kvadratkilometer och ligger 384 meter över havet. Sjön avvattnas av vattendraget Drafsån.

## Delavrinningsområde
Lilla Görsjön ingår i det delavrinningsområde (673242-141624) som SMHI kallar för Inloppet i Stora Görsjön. Medelhöjden är 423 meter över havet och ytan är 5,22 kvadratkilometer. Det finns inga avrinningsområden uppströms utan avrinningsområdet är högsta punkten. Drafsån som avvattnar avrinningsområdet har biflödesordning 4, vilket innebär att vattnet flödar genom totalt 4 vattendrag innan det når havet efter 377 kilometer. Avrinningsområdet består mestadels av skog (64 procent) och sankmarker (16 procent). Avrinningsområdet har 0,54 kvadratkilometer vattenytor vilket ger det en sjöprocent på 10,4 procent.